# Semaeopus canidiscata
Semaeopus canidiscata är en fjärilsart som beskrevs av W. Warren 1907. Semaeopus canidiscata ingår i släktet Semaeopus och familjen mätare. Inga underarter finns listade i Catalogue of Life.